# Antropología médica
La antropología médica es un subcampo de la antropología social o cultural. Es la traducción al castellano del término medical anthropology, que sirve, desde 1963, de etiqueta identificativa para la investigación empírica y la producción de teoría por parte de los antropólogos sobre los procesos sociales y las representaciones culturales de la salud, la enfermedad y las prácticas de atención o asistencia relacionados con ella.
La antropología médica busca la manera de satisfacer las demandas humanitarias y científicas del campo de la medicina, mediante la búsqueda del origen social de las enfermedades. Para esto, se hacen investigaciones en las cuales se buscan los obstáculos que deben enfrentar las personas al momento de buscar ayuda médica y cuidados de salud. Los estudios etnográficos que se llevan a cabo consisten mayormente en observaciones, entrevistas y cuestionarios para conocer la manera en que las personas perciben la salud y las enfermedades, y de qué manera la sociedad, la cultura, la política y el ambiente afectan su salud, positiva o negativamente.
En España se han utilizado además términos tales como "antropología de la medicina", "antropología de la salud" o "antropología de la enfermedad". En Europa, el término "antropología médica" fue utilizado, ocasionalmente, durante el siglo XX para designar los estudios filosóficos sobre salud y enfermedad. Fue la adaptación castellana del término neerlandés "medische anthropologie" acuñado en el siglo XIX, realizada por el historiador y filósofo Pedro Laín Entralgo en distintas obras. Sin embargo, en la literatura científica en castellano, catalán, gallego o euskera el término antropología médica designa hoy a la medical anthropology.

## Antecedentes
Las relaciones disciplinarias entre la antropología, la medicina y la práctica médica pueden documentarse de antiguo. La mirada naturalista en medicina, introducida por los Tratados hipocráticos, desarrolló una teoría de la causalidad de la enfermedad relacionada con el medio y una metodología que incluía el estudio de casos clínicos - por ejemplo en el Tratado Epidemias-, junto a metodologías de naturaleza etnográfica - en el Tratado Aires, Aguas y Lugares-. La influencia de los esceritos hipocráticos explica que la Medicina utilizase hasta fines del siglo XIX técnicas de campo cualitativas, practicase la observación participante y produjese un enorme volumen de escritos etnográficos -etnografía-, puesto que ésta formaba también parte de su práctica. La Antropología general ocupaba una posición relevante en las ciencias médicas básicas (que corresponde a las asignaturas comúnmente llamadas hoy pre-clínicas). A medida que la medicina fue encerrando la educación médica en el hospital y adoptó una actitud reticente frente al empirismo de los médicos en su práctica cotidiana entre la gente y asumía la medicina experimental en el hospital y el laboratorio como su fuente básica de conocimiento, los médicos fueron dejando la etnografía en desuso. Este abandono se efectúa cuando la Antropología social adopta la etnografía como una de sus señas de identidad profesionales y fue abandonando el proyecto inicial de Antropología general. La divergencia entre la Antropología profesional y la Medicina no significó, jamás, una escisión completa entre ambas. Durante el siglo XX, son constantes las relaciones interdisciplinarias entre ambas disciplinas hasta la constitución de la antropología médica durante los años sesenta y setenta del siglo XX.
Tanto es así que numerosos antropólogos médicos proceden de las profesiones sanitarias (enfermería, psicología, psiquiatría, medicina). Entre los médicos están W. H. R. Rivers, Jean Benoist, Gonzalo Aguirre Beltrán, Cecil Helman y Arthur Kleinman; muchos otros proceden de las ciencias sociales como George Foster, William Caudill, Byron Good, Tullio Seppilli, Gilles Bibeau, Lluis Mallart, Andràs Zempleni, Gilbert Lewis, Ronald Frankenberg, Els van Dongen o Eduardo Menéndez. Una síntesis en castellano sobre el desarrollo de la antropología médica está en Comelles & Martínez (1993) y Martínez (2008).

## Sistemas médicos
Si cada cultura tenía su medicina popular específica, y esta se configuraba a partir de los rasgos culturales generales de esa cultura, podía proponerse la existencia de tantos sistemas médicos como culturas, y así desarrollar un estudio comparativo de los mismos. A los sistemas médicos de las sociedades aborígenes en las que no podían demostrarse los rasgos sincréticos de la medicina popular europea se les llamó medicinas primitivas o pretécnicas, según se hiciese referencia a los aborígenes actuales o a las culturas anteriores a la Grecia Clásica. A las que disponían de un corpus documental como la tibetana, tradicional china o ayurvédica, se las llama a veces medicinas sistemáticas.
Los sistemas médicos se organizan en distintas maneras. Los sistemas médicos más conocidos son: la medicina popular, la medicina indígena y la biomedicina. Estos sistemas se pueden organizar en dos categorías adicionales: sistema externalizado o sistema internalizado. Bajo el sistema externalizado están la medicina popular, la indígena, los sistemas tradicionales de China y la medicina Ayurveda -de la India-. Mediante estos sistemas se establece que el cuerpo es un sistema abierto que puede ser influenciado por la sociedad, la naturaleza y el mundo espiritual. Además, se sugiere una conexión entre el cuerpo y la mente también. Los sistemas externalizados también son conocidos como sistemas etnomédicos. Las investigaciones etnomédicas estudian cómo el bienestar y el sufrimiento se experimentan tanto física como socialmente. Por otro lado, bajo el sistema internalizado, está la biomedicina que se enfoca solamente en el cuerpo. Es más mecanicista, ya que tiene la visión de arreglar lo que está dañado, reemplazando las piezas rotas.
Los diferentes sistemas médicos se solapan, es decir, las personas no acuden solamente a uno de ellos, sino que hacen una combinación de varios. Según algunos estudios, solamente del 6 al 30% de las personas acuden a los sistemas biomédicos (a los hospitales). Algunas personas simplemente recurren a otras alternativas, como la auto-medicación, los remedios caseros (más económicos) y las terapias herbales; si ninguna de las anteriores funciona, entonces optan por ir a un hospital.

### Medicina popular
Durante buena parte del s. XX, médicos y antropólogos han compartido la noción de medicina popular, tradicional o folk -en inglés folkmedicine-. Con este concepto coincidían en describir los recursos que el campesinado europeo o latinoamericano empleaba para resolver sus problemas de salud al margen de los profesionales de la salud o las prácticas de salud de los aborígenes en distintas partes del mundo con un especial énfasis en sus conocimientos etnobotánicos. Estos últimos son fundamentales para aislar alcaloides y principios activos farmacológicos. Además, el estudio de las dimensiones rituales de las terapéuticas populares que servían para discutir, en Occidente, tanto las relaciones entre ciencia y religión, como las categorías psicopatológicas. Los médicos no pretendían con el concepto de medicina popular construir un concepto antropológico, sino un concepto médico que les fuese útil para establecer, con bases científicas, los límites culturales de la biomedicina. 
El concepto de medicina popular (folkmedicine) que procedía de debates de la medicina tardodecimonónica, fue incorporado también por los antropólogos profesionales de la primera mitad del s.XX con la intención de establecer la demarcación entre prácticas mágicas, Medicina y Religión y explorar el papel y el significado de los curadores populares y de las prácticas de automedicación de estos. La medicina popular - también como medicina tradicional o domestic medicine era para ellos un rasgo cultural particular específico de algunos grupos humanos distinto de las prácticas universales de la biomedicina.

### Biomedicina
La biomedicina, también conocida como medicina occidental, medicina científica y medicina universal, es el sistema médico predominante en la sociedad moderna. Es parte de un sistema externalizado que tiene sus raíces en un sistema internalizado. A medida que aumentó la complejidad de la sociedad, el sistema externalizado hizo una división de trabajo, creando especializaciones (cardiólogo, neurólogo, etc.) y convirtiéndolo en un sistema internalizado.
La biomedicina se destaca por el uso de los hospitales, donde trabajan administradores, médicos, enfermeras y técnicos médicos, entre otros. En un principio, el sistema existió con el propósito de dar servicios a las personas más pobres y necesitadas. Luego evolucionó a lo que es ahora: los pacientes son los consumidores y los que trabajaban en el hospital les venden un servicio clínico. Convirtiéndose así en un sistema médico que forma parte de la cultura capitalista.
El hecho de que la biomedicina científica sea un sistema médico más y por ello sea una forma cultural que puede estudiarse como tal, es propio del relativismo cultural sostenido por la Antropología cultural y permite el debate con la medicina y la psiquiatría en torno a algunas cuestiones fundamentales: 
- El debate en torno a la influencia relativa de los factores geno y fenotípicos en relación con la personalidad y determinadas formas de patología: especialmente psiquiátrica y psicosomática.

- La discusión sobre la influencia de la cultura en lo que se considera normal, patológico o anormal.

- La verificación en distintas culturas de la universalidad de las categorías nosológicas de la biomedicina y de la psiquiatría.

- La identificación y descripción de enfermedades propias de culturas específicas previamente no descritas por la clínica: denominádas trastornos étnicos (ethnic disorders), y más recientemente síndromes delimitados culturalmente (culture bound syndroms), como el mal de ojo o el tarantismo, en el campesinado europeo, la posesión y los estados de trance en muchas culturas, y los nervios, o el síndrome premenstrual en las sociedades occidentales.

## El proceso de medicalización
Desde finales del s. XX, los antropólogos médicos trabajan con una concepción mucho más sofisticada de la problemática de las representaciones culturales y las prácticas sociales relativas a la salud, la enfermedad y las prácticas de asistencia o atención, entendidas como un universal que adopta formas locales muy diversas, que se articulan en procesos transaccionales dominados por lo que suele llamarse proceso de medicalización, que es la forma de describir la hegemonía de la biomedicina en el mundo global. A principios del siglo XXI puede afirmarse que no existe ningún sistema médico completamente autónomo, y que todos están de alguna manera articulados con el proceso de medicalización. A la variedad de recursos disponibles en cada entorno local se le llama pluralismo médico o pluralismo asistencial.

## La antropología médica aplicada
En Estados Unidos, Canadá, México y Brasil, la colaboración entre la Antropología y la Medicina tuvo que ver inicialmente con el despliegue de los programas de salud comunitaria en minorías étnicas y culturales y con la evaluación etnográfica y cualitativa de instituciones sanitarias -hospitales, manicomios y servicios de atención primaria-. En el primer caso, se trataba de resolver los problemas de implantación de la oferta de servicios a un mosaico de grupos étnicos complejo; en el segundo, al análisis de los conflictos interestamentales dentro de las instituciones: especialmente entre médicos, personal de enfermería, personal auxiliar y personal de administraciones que tenían efectos indeseables en su reorganización administrativa y en sus objetivos institucionales. Los reportes etnográficos demostraron que las crisis interestamentales tenían efectos directos en los criterios terapéuticos y en la atención a los enfermos. También aportaron nuevos criterios metodológicos para evaluar las nuevas instituciones producto de las reformas y experimentos asistenciales, como las comunidades terapéuticas.
La evidencia etnográfica sustentó las críticas al custodialismo institucional y contribuyó de manera decisiva a las políticas de desinstitucionalización de la asistencia psiquiátrica y social en general. En algunos países, como en Italia, hay un replanteamiento de las directrices en educación y promoción para la salud. 
Las respuestas empíricas a estas cuestiones motivaron la incorporación de antropólogos en programas de salud comunitaria e internacional en países en vías de desarrollo, en la evaluación de la influencia de variables sociales y culturales en la epidemiología de ciertas formas de patología psiquiátrica (psiquiatría transcultural), en estudios sobre las resistencias culturales a la implantación de innovaciones terapéuticas y asistenciales; en estudios sobre curadores tradicionales, curanderos y parteras empíricas (comadronas) susceptibles de ser reciclados como agentes de salud (los llamados médicos descalzos).
También desde los años sesenta, en los países desarrollados, la biomedicina se ve confrontada a una serie de problemas que exigen revisar los mal llamados factores predisponentes de naturaleza social o cultural, reducidos a meras variables en protocolos cuantitativos, y subordinados a interpretaciones causales de matriz biológica o genética. Entre estos, deben destacarse:
a) La transición entre un patrón dominante de patología infecto contagiosa aguda a un patrón de patología basado en enfermedades crónico degenerativas sin una terapéutica etiológica específica.
b) La emergencia de la necesidad de desarrollar dispositivos y estrategias de cuidados de larga duración, frente a intervenciones terapéuticas incisivas.
c) La influencia de conceptos como calidad de vida en relación a los criterios terapéuticos clásicos en biomedicina.
A eso se asocian los problemas asociados al despliegue de dispositivos sanitarios comunitarios que evolucionan, desde una primera fase en que son percibidos como instrumentos de lucha contra las desigualdades de acceso a los servicios de salud a una nueva situación en la que una vez desplegada una oferta integral a la población emergen problemas derivados de las diferencias étnicas, culturales, religiosas, de grupos de edad, género o clase social. 	
Si lo primero se asocia al despliegue de los dispositivos de atención comunitaria, otro efecto se produce cuando se plantea el desmantelamiento de los mismos con la devolución a los particulares de competencias al respecto.
En todos estos ámbitos, investigaciones etnográficas de carácter cualitativo y local son indispensables para comprender el modo como los pacientes y sus redes sociales incorporan el conocimiento sobre salud y enfermedad en un contexto en el que su experiencia está matizada por influencias culturales complejas derivadas de las características de las relaciones sociales en las sociedades avanzadas y del peso de los medios de comunicación social, muy especialmente de los audiovisuales y de la publicidad.

## La agenda de la antropología médica
Actualmente, la investigación en antropología médica es una de las que más crece en el conjunto de la antropología y se observan incluso procesos de especialización internos muy importantes. Por eso cualquier agenda siempre es discutible. En general podemos considerar que cinco ámbitos básicos son los siguientes:
- el desarrollo de los sistemas de conocimiento médico y asistencia médica
- las relaciones de médico a paciente
- la integración de sistemas alternativos médicos en ambientes culturalmente diversos
- las interacciones entre factores biológicos, ambientales y sociales que influyen en salud y enfermedad, tanto en individuo como en niveles de comunidad
- los impactos de la biomedicina y las tecnologías biomédicas en ajustes no occidentales

Se excluyen campos tan importantes como la psiquiatría cultural, transcultural o etnopsiquiatría que son campos clínicos que tienen conexiones con la antropología médica en la esfera de la metodología de investigación o de la producción de teorías.

## La formación de los antropólogos médicos
Todos los antropólogos médicos tienen formación en antropología como su disciplina principal. Muchos proceden de profesiones sanitarias, como la medicina o la enfermería ("nursing"), algunos proceden de la psicología, el trabajo o la educación social o la sociología. Los psiquiatras culturales y transculturales tienen formación en antropología y, naturalmente, entrenamiento clínico como psiquiatras. La formación en antropología médica se adquiere habitualmente en Maestrías o Másteres (M.A. o M.Sc.) y en programas de Doctorado. En los países latinos, hay maestrías específicas de antropología médica en México, Brasil y España. Una relación bastante completa de las formaciones post-graduadas en distintos países (en inglés) está en la página web de la Society of Medical Anthropology de la American Anthropological Association.